# UBS Cup
De UBS Cup was een teamwedstrijd voor golfprofessionals, en viel onder de Amerikaanse PGA Tour (waar de Amerikaanse Seniors Tour onder viel) en de European Seniors Tour. 
Het evenement vond plaats van 2001 - 2004.

## Formule
Er werd gespeeld door twee teams, het 'United States Team' en het 'Rest of the World Team'. De teams bestonden uit 12 spelers: 6 spelers van 40-49 jaar en 6 spelers ouder dan 50 jaar.
De formule was net als bij de Ryder Cup: matchplay in verschillende variaties. Net als bij de Ryder Cup behield de vorige winnaar de Cup bij een gelijke eindstand. Dit gebeurde in 2003, toen Scott Hoch de gelijkmakende putt maakte en Amerika de Cup behield.
| Jaar | Winnend team       | Captain       | Stand    | Plaats                                    |
| ---- | ------------------ | ------------- | -------- | ----------------------------------------- |
| 2001 | United States Team | Arnold Palmer | 12½ -11½ | Kiawah Island Golf Resort, South Carolina |
| 2002 | United States Team | Arnold Palmer | 14½ -9 ½ | Sea Island Club, Georgia                  |
| 2003 | United States Team | Arnold Palmer | 12-12    | Sea Island Club, Georgia                  |
| 2004 | United States Team | Arnold Palmer | 14-10    | Kiawah Island Golf Resort, South Carolina |

## Spelers van het United States Team
Voor het team van de Verenigde staten kwamen onder meer de volgende spelers uit: Fred Couples, Brad Faxon, Raymond Floyd, Fred Funk, Jay Haas, Scott Hoch, Hale Irwin, Bruce Lietzke, Tom Kite, Rocco Mediate , Mark O'Meara, Craig Stadler, Curtis Strange, Hal Sutton, Tom Watson.

## Spelers van het Rest of the World Team
Voor het team van de 'Rest van de Wereld' kwamen onder meer de volgende spelers uit: John Chillas, Rodger Davis, Nick Faldo, Vicente Fernández, Barry Lane, Bernhard Langer, Bill Longmuir, Sandy Lyle, Carl Mason, Mark McNulty, Colin Montgomerie, Eduardo Romero, Peter Senior, Des Smyth, Sam Torrance, Ian Woosnam.
Captain van het Rest of the World Team waren Tony Jacklin (2001, 2002) en Gary Player (2004).

## Prijzengeld
De UBS Cup had een prijzenpot ter waarde $3.000.000, waarvan de spelers van het winnende team $150.000 kregen en de spelers van het verliezende team $100.000.